# كوري ديكرسون
كوري ديكرسون (بالإنجليزية: Corey Dickerson)‏ هو لاعب كرة قاعدة أمريكي، ولد في 22 مايو 1989 في ماكومب في الولايات المتحدة.

## وصلات خارجية
- كوري ديكرسون على موقع دوري كرة القاعدة الرئيسي (الإنجليزية)
- كوري ديكرسون على موقعبيزبول رفرنس.كوم (الدوري الرئيسي) (الإنجليزية)
- كوري ديكرسون على موقعبيزبول رفرنس.كوم (الدوري الثانوي) (الإنجليزية)
- كوري ديكرسون على موقع إي إس بي إن.كوم (أم.أل.بي) (الإنجليزية)
- كوري ديكرسون على موقع مشجعي الرسوم البيانية (الإنجليزية)